# Antene
Antene (in greco antico: Άνθήνη?) era una polis dell'antica Grecia ubicata in Laconia che appartenne all'Argolide in determinati periodi.

## Storia
All'epoca di Pausania apparteneva all'Argolide. Vi sono fonti che provano che era stata colonia dell'Egina. Situata vicino alle città di Neris e Eua, nelle vicinanze c'era una fossa comune dove, intorno all'anno 550 a.C. avevano combattuto per il territorio di Tirea trecento argivi contro trecento spartani ed erano morti tutti tranne uno spartano e due argivi.
Viene menzionata anche da Tucidide durante la guerra del Peloponneso. Nei colloqui di pace tra argivi e spartani dell'anno 420 a.C., gli argivi pretesero che venisse sottoposto ad arbitrato il possesso del territorio conteso di Cinuria, dove si trovavano le città di Tirea e Antena, che poi appartennero agli spartani. Venne raggiunto un accordo con il quale venne firmata una tregua di 50 anni che consentiva ad entrambe le parti di proporre una decisione sulla sorte del territorio conteso della Cinuria, da regolarsi a mezzo delle armi, come avvenuto nella battaglia del 550 a.C.